# Лейбович, Эдуард Миронович
Эдуа́рд Миро́нович Лейбо́вич (1 мая 1917, Екатеринбург — 24 апреля 1995, Москва) — советский оператор, режиссёр-документалист, фронтовой кинооператор в годы Великой Отечественной войны. Заслуженный деятель искусств РСФСР (1988).

## Биография
Родился 18 апреля (1 мая) 1917 года в Екатеринбурге. Выпускник операторского факультета ВГИКа 1940 года, с декабря того же года начал работать на Ленинградской студии кинохроники, поначалу в качестве ассистентом оператора.
С июля 1941 года служил в народном ополчении. Зимой 1941—1942 года, ещё до образования Ленинградской объединённой киностудии, наравне с операторами вёл съёмки на улицах осаждённого города. Весной 1942 года в письме из Москвы руководству ленинградской студии поднимался вопрос о тарификации снимающих ассистентов:
Прошедший период работы в Ленинграде показал огромный рост молодых ассистентов операторов и в первую очередь — Лейбовича и Изаксона. Целесообразно поставить вопрос о их переводе в операторы, сделать нам представления на этих и, может быть, других работников с тем, чтобы это провести в Комитете.Р. Кацман, зам. начальника Госкомитета по делам кинематографии
— И. Хмельницкому, и. о. директора Ленкинохроники, 20 мая 1942
Но в силу причин военного времени Лейбович ещё долго оставался с тарификацией ассистента оператора. С осени 1942 года служил в киногруппе Ленинградского фронта в звании — младший лейтенант. Завершал войну в киногруппе 1-го Украинского фронта. Был в числе операторов, снимавших встречу маршала И. С. Конева с генералом О. Брэдли в Торгау 5 мая 1945 года.
На Ленинградской студии кинохроники проработал  до 1953 года. Период с 1953 по 1961 год провёл на Молдавской студии хроникально-документальных фильмов (с 1957 года — «Молдова-фильм»). В 1962—1967 годах работал на Молдавском телевидении в Кишинёве. По возвращении в Москву непродолжительное время работал на киностудии «Фильмэкспорт». С 1968 года — режиссёр-оператор на киностудии «Центрнаучфильм».
Автор сюжетов для кинопериодики: «Ленинградский киножурнал», «Наука и техника», «Новости дня», «Советский спорт».
Член Союза кинематографистов СССР с 1960 года.
Скончался 24 апреля 1995 года в Москве.

## Избранная фильмография
Оператор
- 1942 — Ленинград в борьбе (в соавторстве)
- 1953 — Молдавские консервы
- 1954 — Молдавский виноград
- 1957 — Берег солнечного моря
- 1957 — Праздник юности
- 1957 — Сказ о народных умельцах
- 1959 — Госуниверситет
- 1959 — Коммунизм начинается сегодня
- 1959 — Незабываемые дни (в соавторстве)
- 1959 — Фэт-Фрумос
- 1960 — 20 лет МССР
- 1960 — Песня над Днестром
- 1960 — У стен старой крепости (в соавторстве)
- 1961 — Луминицэ
- 1962 — По дороге в Кишинёв
- 1963 — Могучие карлики
- 1964 — Дети и яблоки (совместно с А. Сухомлиновым)
- 1964 — Светлячок
- 1968 — В дельте Волги
- 1968 — Включать разрешается
- 1968 — За чистоту наших вод
- 1972 — НОТ — производству
- 1974 — Продажа посудо-хозяйственных товаров в магазинах самообслуживания

Режиссёр
- 1957 — Берег солнечного моря
- 1957 — Сказ о народных умельцах
- 1959 — Госуниверситет
- 1959 — Коммунизм начинается сегодня
- 1959 — Фэт-Фрумос (фильм-балет; совместно с М. Израилевым)
- 1961 — Луминицэ
- 1962 — По дороге в Кишинёв
- 1963 — Могучие карлики
- 1966 — Нити радости
- 1968 — В дельте Волги
- 1972 — НОТ — производству
- 1974 — Продажа посудо-хозяйственных товаров в магазинах самообслуживания

Сценарист
- 1957 — Берег солнечного моря
- 1959 — Коммунизм начинается сегодня
- 1961 — Луминицэ
- 1962 — По дороге в Кишинёв
- 1964 — Светлячок
- 1966 — Нити радости

## Награды
- медаль «За оборону Ленинграда» (1944)[12];
- медаль «За победу над Германией в Великой Отечественной войне 1941—1945 гг.» (1945)[12];
- медаль «За доблестный труд в Великой Отечественной войне 1941—1945 гг.» (1945)[13];
- орден Отечественной войны II степени (6 апреля 1985)[1];
- заслуженный деятель искусств РСФСР (4 мая 1988)[11];
- медали СССР[12].

## Комментарии
1. ↑  Скорая отставка И. Хмельницкого из-за болезни, а также новое назначение Р. Кацмана помешали решению кадрового вопроса Э. Лейбовича.